# Serrat de les Costes de Montiberri
El Serrat de les Costes de Montiberri és una serra de l'Alta Ribagorça que fa, en el seu extrem oriental, de termenal entre els termes municipals del Pont de Suert i de Tremp, municipi del Pallars Jussà. Aquest darrer terme municipal absorbí el 1970 l'antic municipi ribagorçà d'Espluga de Serra, que incloïa l'enclavament d'Enrens i Trepadús, el límit nord-oest del qual és el Serrat de les Costes de Montiberri.
Aquesta serra té l'inici, al costat de ponent, submergit en les aigües del Pantà d'Escales, de manera que el primer punt actualment visible és a 860,2 metres d'altitud. D'aquí va pujant cap a ponent, fins enllaçat amb la carena de la Faiada a 1.692,9 metres d'altitud.